# Памятник воинам-автомобилистам (Новочеркасск)
Памятник воинам-автомобилистам — памятник в городе Новочеркасске Ростовской области.

## История
Памятник воинам-автомобилистам в городе Новочеркасске расположен на пересечении улиц Ростовский выезд и Силикатная перед контрольно-пропускным пунктом Новочеркасского 293-го отдельного автомобильного батальона (в/ч 46027) 49-й общевойсковой армии в составе Южного военного округа ВС России. Памятник был открыт в октябре 2004 года в день автомобилиста.
За годы афганской кампании и антитеррористической операции на Северном Кавказе на Родину не вернулись 10 военнослужащих Новочеркасского автомобильного батальона. У чеченского города Аргуна была расстреляна колонна федеральных войск. За рулем нескольких машин находились бойцы новочеркасского автобата. Памятник установлен в память о погибших воинах — автомобилистах в Чечне и Афганистане.
Идея создания памятника автомобилистам возникла у военнослужащих части и была поддержана командирами и родителями погибших военнослужащих. Проект памятника был создан в ростовском институте «Донпроект» и согласован с руководителями военной части. В сооружении памятника принимали участие предприниматели Новочеркасска, военнослужащие автомобильного батальона.

## Описание
Памятник воинам-автомобилистам представляет собой бетонное сооружение в виде арки с подвешенный внутри колоколом. Памятник установлен на чёрном двухступенчатом постаменте. В его верхней части закреплен православный крест, в нижней части установлены три таблички и эмблема автомобильной части. На одной сделана надпись: «Павшим воинам-автомобилистам». На двух других написаны имена погибших с датам смерти: Безродный В. Ю. (1982), Билякаев В. А. (1982), Гаврилов С. Н. (1994), Бережполов И. И. (1995), Третина Я. А. (1995) и др.